# 学校怪談 (北川久・上野すばるの漫画)
学校怪談（がっこうかいだん）は、るんるん（講談社）に1991年夏休み号から1993年冬休み号まで連載されていた北川久原作・上野すばる作画（ただし、本誌掲載時には原作者の表記はされておらず、単行本でも背表紙の著書表記は上野すばるのみとなっている）のホラー漫画作品。

## 概要
『世にも奇妙な物語』やドラマ版『ほんとにあった怖い話』に類似したオムニバス形式の漫画作品。その形式上、各話ごとに登場人物が総入れ替えとなるが、共通する要素としては、ほとんどが「実体験」「実際にあった話」として語られている点がある。
また、タイトルの通り"学校の怪談"や有名怪談、都市伝説をアレンジしたストーリーが多いが、オリジナルストーリーも存在している。

## サブタイトル
- 怪・その1:美術室のモナリザ（美術室のモナリザ、メアリーの電話、ローカの看護婦）
- 怪・その2:ゆうれいトンネル（ゆうれいトンネル、かくれんぼ、悪夢）
- 怪・その3:ヘビの呪い（みちづれ、ヘビの呪い、海）
- 怪・その4:椿（バレーボール、椿）

## 単行本
1994年2月23日初版発行。全1巻。現在は絶版。
ISBN 4-06-322802-9
- 収録作品
  - 怪・その1:美術室のモナリザ（るんるん 1991年夏休み号掲載）
  - 怪・その2:ゆうれいトンネル
  - 怪・その3:ヘビの呪い
  - 怪・その4:椿（るんるん 1993年冬休み号掲載）
  - うるうるひとつ目ちゃん（なかよし 1987年9月号増刊掲載）
  - すばるの仕事場怪談（描きおろし）